# ماساهيدي كوبو
ماساهيدي كوبو (باليابانية: 久保 正秀) (مواليد 16 ديسمبر 1978)، هو لاعب كرة قدم سابق كان يلعب كمدافع.